# Juan Nepomuceno Ravelo
Juan Nepomuceno Ravelo (Santo Domingo, 1815; Santiago de Cuba, 1885) fue un coronel del ejército dominicano, teniendo una participación activa en la independencia de 1844.
Nació en Santo Domingo en 1815. Fue de los fundadores de la organización secreta La Trinitaria, independentista, Coronel del ejército libertador en 1844. 
El 19 de mayo de 1842 se casó con Altagracia Abreu Razón (Santo Domingo, 1818–Santiago de Cuba, 1910), con quien tuvo 6 hijos: 2 fémeninas y 4 varones.[1] 9Razón (Santo Domingo, 1818–Santiago de Cuba, 1910), con quien tuvo 6 hijos: 2 fémeninas y 4 varones.[1]
En 1843 estuvo vinculado al movimiento político de La Reforma, encabezado por los liberales haitianos para poner fin a la dictadura de Boyer. En esa condición estuvo prisionero en Haití. Aunque trinitario, muy pronto se alejó de aquella agrupación patriótica para integrarse a las luchas políticas internas.
Después de la Independencia de febrero, Juan Nepomuceno Ravelo sirvió indistintamente a los gobiernos de Pedro Santana, Manuel Jiménez y Buenaventura Báez ocupando el Ministerio de Guerra y Marina, y procurador fiscal del Tribunal de Primera Instancia de Santo Domingo, entre otros cargos públicos.
Apoyó en 1861 la anexión a España, encontrándose entre los que en 1865, luego del triunfo de la Guerra Restauradora, abandonó la República Dominicana junto a las tropas españolas para irse a residir a Santiago de Cuba, donde falleció en 1885.

## Biografía
El 19 de mayo de 1842 se casó con Mª. Altagracia Abreu Razón (Santo Domingo, 1818–Santiago de Cuba, 1910), con quien tuvo 6 hijos: 2 fémeninas y 4 varones.
Participó en el movimiento político La Reforma, liderado por los liberales haitianos cuyo fin era socavar la dictadura de Jean-Pierre Boyer. Esto le costó la prisión en Haití. A pesar de que siempre se identificó con los rebeldes dominicanos, Ravelo decidió desligarse del radicalismo revolucionario que promovía Juan Pablo Duarte para integrarse a las luchas políticas internas.
Después de la independencia dominicana, Juan Nepomuceno Ravelo sirvió indistintamente a los gobiernos de Pedro Santana, Manuel Jimenes y Buenaventura Báez ocupando varios cargos, entre ellos como ministro de Guerra y Marina, y procurador fiscal del Tribunal de Primera Instancia de Santo Domingo. Dio su apoyo a la anexión de 1861, para luego del triunfo de los Restauradores, abandonar la República junto a las tropas españolas para irse a residir a Santiago de Cuba, donde falleció en 1885.